# Dicranomyia procella
Dicranomyia procella là một loài ruồi trong họ Limoniidae. Chúng phân bố ở miền Australasia.